# 마르셀 핀테
마르셀 핀테(프랑스어: Marcel Pinte, 1938년 4월 12일 ~ 1944년 8월 19일)는 제2차 세계 대전 당시 나치의 프랑스 점령에 반대하는 프랑스 레지스탕스의 일원이었다. 그는 6세의 나이로 사망한 젊은 영웅로 유명했으며, 프랑스 최연소 레지스탕스로 여겨진다.

## 생애
핀테는 1938년 4월 12일 발랑시엔에서 5남매 중 막내로 태어났다. 그의 아버지 유진 핀테는 엑스쉬르비엔에 있는 그의 농장을 이용하여 런던으로부터 암호화된 메시지를 받고 근처 들판에서 낙하산 투하를 조정한 지역 저항 지도자였다.
어렸을 때부터 마르셀은 지역 저항군의 배달원으로 일했다. 그는 동요의 이름을 따서 "퀸퀸 (Quinquin)"이라는 별명을 얻었다.
1944년 8월 19일 대규모 저항군이 낙하산을 타고 상륙한 직후 스텐 포병이 쏜 총탄에 맞아 6세의 나이로 사망했다.
핀테는 리모주 해방 직전인 8월 21일 현지 저항군에 의해 매장되었다. 친척인 마크 핀테에 따르면, 마르셀이 죽은 지 며칠 후, 다음 보급품은 검은 낙하산을 사용했다: "영국인들은 작은 마르셀이 진정한 역할을 한다는 것을 알고 있었다. 이 낙하산은 가족에게 보낸 명함이었다."

## 추서
1950년, 그는 사후에 저항군 하사로 임명되었다. 2013년 8월, 전 전투원 및 전쟁 희생자 국가 사무소는 "마르셀 핀테 씨"라는 이름으로 "저항군의 의용 전투원"을 위한 카드를 전달했다. 2020년 정전 기념일에 리모주 근처에 있는 엑세쉬르비엔의 전쟁 기념비에 그의 이름이 새겨진 특별한 의식에서 그의 명예를 얻었다.